# Henk Anderiesen
Hendrik Fredrik (Henk) Anderiesen (Amsterdam, 3 december 1898 – aldaar, 1 april 1980) was een Nederlands voetballer.

## Biografie
Henk Anderiesen was de zoon van Gerardus Pieter Anderiesen en Hendrika Susanna van den Berg. Hij trouwde op 3 oktober 1929 met Gesina Johanna Schoonhoven.
Hij speelde van 1925 tot 1932 bij AFC Ajax als middenvelder en verdediger. Van zijn debuut in het kampioenschap op 4 oktober 1925 tegen Feyenoord tot zijn laatste wedstrijd op 24 februari 1932 tegen RCH speelde Anderiesen in totaal 129 wedstrijden en scoorde één doelpunt in het eerste elftal van Ajax.
Zijn jongere broer Wim speelde ook voor 't Gooi en Ajax.

## Statistieken
| Club  | Seizoen | Competitie | Competitie | Beker | Beker | Totaal | Totaal |
| Club  | Seizoen | Wed.       | Dlp.       | Wed.  | Dlp.  | Wed.   | Dlp.   |
| ----- | ------- | ---------- | ---------- | ----- | ----- | ------ | ------ |
| Ajax  | 1925/26 | 18         | 1          | 0     | 0     | 18     | 1      |
| Ajax  | 1926/27 | 26         | 0          | 0     | 0     | 26     | 0      |
| Ajax  | 1927/28 | 26         | 0          | 0     | 0     | 26     | 0      |
| Ajax  | 1928/29 | 16         | 0          | -     | -     | 16     | 0      |
| Ajax  | 1929/30 | 5          | 0          | 4     | 0     | 9      | 0      |
| Ajax  | 1930/31 | 20         | 0          | -     | -     | 20     | 0      |
| Ajax  | 1931/32 | 18         | 0          | 0     | 0     | 18     | 0      |
| Total | Total   | 129        | 1          | 4     | 0     | 133    | 1      |